# ليستير دبليو. بنتلي
ليستير دبليو. بنتلي (بالإنجليزية: Lester W. Bentley)‏ هو رسام أمريكي، ولد في 29 مارس 1908 في تو ريفرز في الولايات المتحدة، وتوفي في 1972 في ماديسون في الولايات المتحدة.